# Starý mládenec z Poválgarhu
Starý mládenec z Poválgarhu (angl. „Bachelor of Powalgarh“) byl proslulý samec tygra indického. Jednalo se o dominantní šelmu na území Kumaónu (severní Indie) ve 20. letech 20. století. Nešlo o lidožrouta, nicméně místní obyvatelé se ho velmi báli, neboť ohrožoval jejich dobytek. Několik lovců ho zkoušelo skolit jako trofejní kus. Lovec tygrů Jim Corbett zvíře poprvé vystopoval v roce 1923. Podle otisků stop poznal, že jde o mimořádně velkého jedince. Další lovci, kteří se ho pokoušeli dostat, a místní domorodci ho přirovnávali velikostí k oslovi, shetlandskému ponymu nebo velbloudovi. V roce 1930 se s ním Corbett setkal podruhé. Nejprve šelmu poranil střelou do hlavy a po 4 dnech stopování „starého mládence“ zastřelil. Následně ho změřil a došel k číslu 10 stop a 7 palců (322,6 cm), což z tohoto samce dělá jednoho z nejdelších kusů tygra indického vůbec. Hmotnost však zjištěna nebyla.